# 足利将軍一覧
足利将軍一覧（あしかがしょうぐん いちらん） では、室町幕府（足利幕府）の主であった、征夷大将軍に任ぜられたものを扱う。

## 概要
初期は鎌倉殿と呼ばれ、3代将軍足利義満が室町第に移って以降は室町殿とも呼ばれる。義満は太政大臣・源氏長者に上り、以降の将軍も高い官位と格式を誇った。しかし義満と、子の6代将軍となった足利義教を除いて将軍権力は不安定であり、将軍襲撃や反乱・戦乱等の動揺が絶えなかった。初代将軍足利尊氏と10代将軍足利義材は、将軍職を追われた後に将軍職に復帰している。

## 一覧
- 氏名、院号、墓所は50音順ソート
- 官位は位の高い順にソート

| 代      | 氏名                                         | 肖像 | 院号   | 官位                      | 在職                                                                  | 期間       | 父親     | 享年 | 墓所       |
| ------- | -------------------------------------------- | ---- | ------ | ------------------------- | --------------------------------------------------------------------- | ---------- | -------- | ---- | ---------- |
| 1       | あしかが たかうじ 足利尊氏 （初め高氏）      |      | 等持院 | 正二位 権大納言           | 建武5年8月11日 - 延文3年4月30日 （1338年9月24日 - 1358年6月7日）      | 19年 8か月 | 足利貞氏 | 54   | 等持院     |
| 2       | あしかが よしあきら 足利義詮                 |      | 寶筐院 | 正二位 権大納言           | 延文3年12月8日 - 貞治6年12月7日 （1359年1月7日 - 1367年12月28日）     | 9年        | 足利尊氏 | 38   | 宝筐院     |
| 3       | あしかが よしみつ 足利義満                   |      | 鹿苑院 | 従一位 太政大臣           | 応安元年12月30日 - 応永元年12月17日 （1369年2月7日 - 1395年1月8日）   | 26年       | 足利義詮 | 51   | 相国寺     |
| 4       | あしかが よしもち 足利義持                   |      | 勝定院 | 従一位 内大臣             | 応永元年12月17日 - 応永30年3月18日 0（1395年1月8日 - 1423年4月28日）  | 28年 4か月 | 足利義満 | 43   | -          |
| 5       | あしかが よしかず 足利義量                   |      | 長得院 | 正四位下 参議右近衛権中将 | 応永30年3月18日 - 応永32年2月27日 （1423年4月28日 - 1425年3月17日）   | 1年 11か月 | 足利義持 | 19   | -          |
| ＊      | 空位                                         |      |        |                           | 応永32年2月27日 - 正長2年3月14日 0（1425年3月17日 - 1429年4月17日）   | 4年 1か月  |          |      |            |
| 6       | あしかが よしのり 足利義教 （初め義宣）      |      | 普広院 | 従一位 左大臣             | 正長2年3月15日 - 嘉吉元年6月24日 （1429年4月18日 - 1441年7月12日）    | 12年 3か月 | 足利義満 | 48   | 十念寺     |
| ＊      | 空位                                         |      |        |                           | 嘉吉元年6月24日 - 嘉吉2年11月6日 0（1441年7月13日 - 1442年12月18日 ） | 1年 5か月  |          |      |            |
| 7       | あしかが よしかつ 足利義勝                   |      | 慶雲院 | 従四位下 左近衛中将       | 嘉吉2年11月7日 - 嘉吉3年7月21日 （1442年12月19日 - 1443年8月16日）    | 8か月      | 足利義教 | 10   | 安国寺     |
| ＊      | 空位                                         |      |        |                           | 嘉吉3年7月22日 - 文安6年4月28日 0（1443年8月17日 - 1449年5月20日）    | 4年 9か月  |          |      |            |
| 8       | あしかが よしまさ 足利義政 （初め義成）      |      | 慈照院 | 従一位 左大臣             | 文安6年4月29日 - 文明5年12月19日 （1449年5月21日 - 1474年1月7日）0    | 24年 8か月 | 足利義教 | 55   | 相国寺     |
| 9       | あしかが よしひさ 足利義尚 （晩年は義煕）    |      | 常徳院 | 従一位 内大臣             | 文明5年12月19日 - 長享3年3月26日 0（1474年1月7日 - 1489年4月26日）    | 15年 4か月 | 足利義政 | 25   | 相国寺     |
| ＊      | 空位                                         |      |        |                           | 長享3年3月26日 - 延徳2年7月4日 0（1489年4月26日 - 1490年7月21日 ）    | 1年 3か月  |          |      |            |
| 10      | あしかが よしき 足利義材 （のちの義尹→義稙） |      | 恵林院 | 従一位 権大納言           | 延徳2年7月5日 - 明応2年6月29日 （1490年7月22日 - 1493年8月11日）0     | 3年        | 足利義視 | 58   | 西光寺     |
| ＊      | 空位                                         |      |        |                           | 明応2年6月30日 - 明応3年12月26日 0（1493年8月12日 - 1495年1月22日 ）  | 1年 5か月  |          |      |            |
| 11      | あしかが よしずみ 足利義澄 （初め義高）      |      | 法住院 | 従三位 参議               | 明応3年12月27日 - 永正5年4月16日 0（1495年1月23日 - 1508年5月15日）   | 13年 4か月 | 足利政知 | 32   | -          |
| 10 (再) | あしかが よしたね 足利義稙 （初め義材→義尹） |      | 恵林院 | -                         | 永正5年7月1日 - 大永元年12月25日 （1508年7月28日 - 1522年1月22日）0   | 13年 6か月 | -        | -    | -          |
| 12      | あしかが よしはる 足利義晴                   |      | 萬松院 | 従三位 権大納言           | 大永元年12月25日 - 天文15年12月20日 （1522年1月22日 - 1547年1月11日） | 25年       | 足利義澄 | 40   | 義晴地蔵寺 |
| 13      | あしかが よしてる 足利義輝 （初め義藤）      |      | 光源院 | 従三位 参議左近衛中将     | 天文15年12月20日 - 永禄8年5月19日 0（1547年1月11日 - 1565年6月17日）  | 18年 5か月 | 足利義晴 | 30   | -          |
| ＊      | 空位                                         |      |        |                           | 永禄8年5月20日 - 永禄11年2月7日 0（1565年6月18日 - 1568年3月5日 ）    | 2年 9か月  |          |      |            |
| 14      | あしかが よしひで 足利義栄 （初め義親）      |      | 光徳院 | 従五位下 左馬頭           | 永禄11年2月8日 - 同年9月末0 （1568年3月6日 - 同年10月？）             | 8か月      | 足利義維 | 29   | 西光寺     |
| 15      | あしかが よしあき 足利義昭 （初め義秋）      |      | 霊陽院 | 従三位 権大納言           | 永禄11年10月18日 - 天正16年1月13日 0（1568年11月7日 - 1588年2月9日）  | 19年 3か月 | 足利義晴 | 61   | -          |